# Philippe Bequel
Philippe Bequel (fl. c. 1650 – 1669) fue un corsario francés del siglo XVII.
Es posible que Bequel haya nacido en La Rochelle, Francia, y que durante la década de 1650 haya servido bajo las órdenes de los corsarios Mathurin Gabaret y François Beaulieu. A finales de esa década, Bequel ya había alcanzado el rango de capitán de su propio barco. Operando desde el puerto de Cagway, que más tarde sería rebautizado como Port Royal después de ser capturado por los británicos varios años después, Bequel recibió el permiso del gobernador D'Oyley para atacar los barcos españoles el 13 de diciembre de 1659.
A petición de Deschamps de Rausset, Bequel usaría la pequeña colonia insular de Tortuga como base de operaciones hasta poco después de la captura británica de Jamaica . Al llegar a Port Royal a fines de 1663, más tarde se convertiría en uno de los primeros corsarios extranjeros en recibir una carta de marca del gobernador colonial de Jamaica.
Durante su carrera como corsario, existe la posibilidad de que Bequel haya navegado junto a François l'Ollonais en sus infructuosas incursiones contra Honduras y Nicaragua durante 1667 y 1668. Se reporta que tenía su base en Tortuga o a lo largo de la costa de Santo Domingo a finales de la década de 1660. Luego, se desempeñó como piloto de un escuadrón de la marina real bajo el mando del vicealmirante conde Jean II d'Estrées mientras estaban en las Antillas en 1669. Al año siguiente, a petición de d'Estrées, Bequel y Moïse Vauquelin redactaron un informe detallado sobre sus incursiones contra Honduras y Yucatán.